# Elachistocleis pearsei
Elachistocleis pearsei es una especie de anfibio anuro de la familia Microhylidae.

## Distribución geográfica
Esta especie se encuentra en Panamá, norte de Colombia y noroeste de Venezuela.

## Descripción
Elachistocleis pearsei mide aproximadamente 40 mm. Su dorso y garganta son negras con muchas manchas blancas pequeñas. La traza de una delgada línea longitudinal blanca aparece en el centro de la espalda. Su vientre es de color rojo anaranjado.

## Dieta
Los estómagos de los individuos tomados durante la expedición contenían principalmente termitas y hormigas. También había restos de plantas pequeñas, pero probablemente se ingirió accidentalmente al mismo tiempo que la presa deseada.

## Etimología
Esta especie lleva el nombre en honor a Arthur Sperry Pearse, un carcinólogo que participó en la expedición, por su participación en el trabajo herpetológico.

## Publicación original
- Ruthven, 1914 : Description of a new Engystomatid Frog of the Genus Hypopachus. Proceedings of the Biological Society of Washington, vol. 27, p. 77-80[6]